# Muhammad al-Bukhari

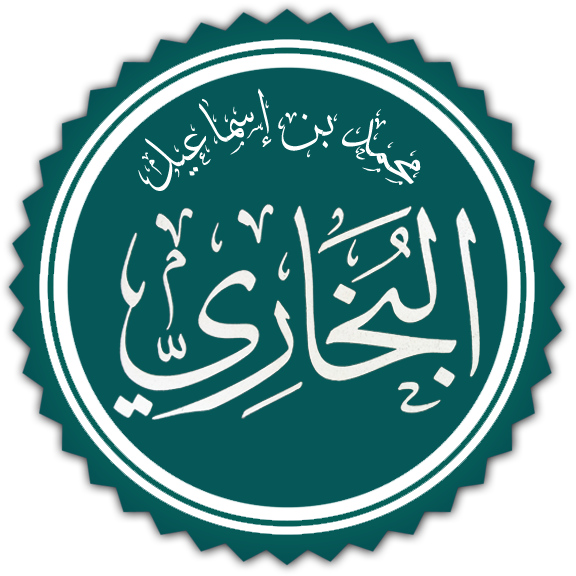
Numele caligrafiat în arabă al imamului Muhammad Al Bukhari

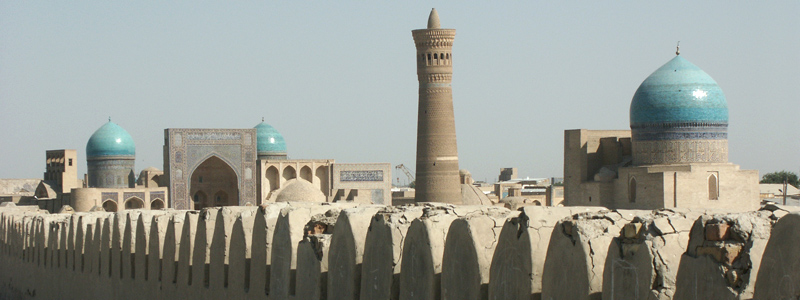
Imagine din Buhara

Abū 'Abd Allah Muhammad ibn Ismail ibn Ibrāhīm ibn al-Mughirah ibn Bardizbah al Ju'fī al-Bukhari (în limba arabă: أبو عبد الله محمد بن اسماعيل بن ابراهيم بن المغيرة بن بردزبه الجعفي البخاري )(n. 19 iulie 810 - d. septembrie 870),  Bukhārī ( în limba persană: بخاری), numit Imam al-Bukhari sau Imam Bukhari, învățat al tradiției islamice orale - Hadith- adică (muhaddis), și comentator al Coranului (mufaris), de origine persană, care a activat în timpul Califatului Abbasid.El a realizat cea  mai cunoscută culegere de hadisuri, cunoscută sub numele de Sahih al-Bukhari și considerată de către majoritatea musulmanilor drept una dintre cele mai autentice (Sahih) compilații de hadisuri. El a scris, de asemenea, cărțile Al-Adab al-Mufrad( الآدب المفرد )

## Biografie

### Naștere
Muhammad ibn Isma`il al-Bukhari al-Ju`fi s-a născut după rugăciunea Jumu'ah de vineri, 13 Shawwal 194 AH (19 iulie 810), în orașul Buhara pe atunci în Khorasan (în prezent în Uzbekistan) și a murit într-o vineri seara, în noaptea  de sărbătoarea  Fitr,  la  vârsta de 62 ani(A.H) fără 13 zile, 29 Ramadan 256/870.
Tatăl său, Ismail ibn Ibrahim, și el învățat în domeniul Hadith-ului, a fost un elev al lui Malik ibn Anas. Unii cărturari irakieni au povestit hadisuri relatate de el.

### Origine
Străbunicul lui Bukhari, al-Mughirah, care provenea dintr-o familie de persani zoroastriști, s-a stabilit în Buhara, după ce s-a convertit la islam sub înrâurirea guvernatorului Buharei, Yaman al-Ju`fi. Așa cum era obiceiul, ca musulman prozelit el a devenit un apropiat - Mawla - al lui Yaman, și familia sa a continuat să poarte numele mentorului său „al-Ju`fi ”.
Tatăl lui Al-Mughirah, Bardizbah, este ultimul strămoș cunoscut al lui Bukhari după majoritatea cercetătorilor și istoricilor. El a fost un zoroastrist și a murit ca adept al acestei religii. Subki este singurul învățat care se referă la tatăl lui Bardizbah, spunând că se numea Bazzabah (persană: بذذبه).
De asemenea, istoricii nu au găsit informații cu privire la bunicul lui Bukhari, Ibrahim ibn al-Mughirah.

## Călătorii în căutarea tradiției orale Hadith

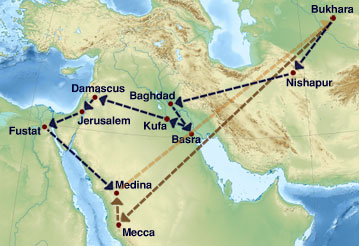
O reproducere a călătoriilor Imamului Al Bukhari prin Orientul Mijlociu pentru a culege tradiția orală islamică Hadith

Istoricul al-Dhahabi a descris anii de școala ai lui Muhammad al-Bukhari: 
{{citat|A început să studieze Hadis în anul 205 (A.H.). A memorat de copil scrierile lui ['Abdullah] ibn al-Mubaarak. A fost crescut de mamă, pentru că tatăl său a murit când el era prunc în leagăn. A călătorit împreună cu mama și fratele său în anul 210, după ce a apucat să audă numeroase povestiri din tradiția regiunii lor. A început să redacteze cărți și să aștearnă în scris hadisuri încă de când era adolescent. El a spus 
„„Când am împlinit optsprezece ani, am început să scriu despre tovarășii Profetului (Sahabah) și discipolii mai târzii (Tabi‘un) și despre spusele lor. Era în timpul lui 'Ubaid Allah ibn Musa . În acea perioadă, la mormântul Profetului pe timp de noapte cu lună plină, am scris, de asemenea, o carte de istorie .””
La vârsta de șaisprezece ani, Muhammad al-Bukhari, împreună cu fratele său și cu mama sa, a făcut pelerinajul la Mecca. De acolo, el a plecat într-un șir de călătorii pentru a-și spori cunoștințele despre Hadith. A trecut prin toate centrele importante de învățare islamice din timpul său, a vorbit cu alți învățați și a făcut schimburi de informații cu privire la Hadith. Se spune că a preluat informații de la peste o mie de oameni și că a asimilat peste 600.000 de mărturii din tradiție, pe care le-a reprodus  în peste 100.000 de povestiri.
După șaisprezece ani de absență s-a întors în Buhara, unde a terminat culegerea al-Jami 'as-Sahih, cuprinzând 7.275 tradiții judiciare verificate, aranjate în capitole, pe baza cărora a stabilit un sistem complet de jurisprudență.
Cartea sa este foarte apreciată în rândul musulmanilor suniți, și considerată drept cea mai importantă colecție de hadithuri autentice, chiar înaintea cărților Muwatta Imam Malik și Sahih Muslim pe care le-a scris discipolul său, Muslim ibn al-Hajjaj. Cei mai mulți cercetători suniți consideră că este a doua carte ca însemnătate după Coran mai ales în termeni de autenticitate. De asemenea, el a scris și alte cărți, inclusiv al-Adab al-Mufrad, care este o culegere de hadithuri legate de etică și maniere, precum și încă două cărți care conțin biografii ale povestitorilor de hadithuri.

### Ultimii ani
În anul 864/250, s-a stabilit la Nishapur, unde l-a întâlnit pe Muslim ibn al-Hajjaj. Acesta este considerat elevul său, ulterior autor al culegerii de hadithuri Sahih Muslim, care este considerată a doua ca însemnătate după cea a  lui al-Bukhari. Din motive politice a fost nevoit să se mute la Khartank, un sat de lângă Samarkand, unde a murit în anul 870/256.

## Scrieri

### Cărți care descriu povestitorii de hadithuri
Bukhari a scris trei lucrări despre povestitorii de hadithuri: "Scurt compendiu al povestitorilor de hadith" (al-Tarikh Al-Saghir),, "Compendiu mijlociu" (al-Tarikh al-Awsat) și "Compendiu mare" (al-Tarikh al-Kabīr). 
Compendiul Mare  a fost publicat și are o formă certificată, canonică. Cel mijloiciu a fost considerat ca o formă abreviată și a publicat ca atare. Compendiul scurt încă nu a fost găsit. O altă carte al-Kuna, este dedicată patronimelor, având ca obiect identificarea persoanelor cunoscute în general ca "Tatăl lui cutare-și-cutare" . Apoi, există o carte scurtă despre povestitorii mai puțin dotați: al-Ḍu'afā al- Saghir.

### Cărți de Hadith
Două din scrierile lui Bukhari dedicate Hadithului s-au fost păstrat până în zilele noastre: al-Adab al-mufrad(„cartea dedicată problemelor de respect și decență”) și al-Jāmi' al-Musnad Al-Sahih al-Mukhtaṣar min Umur Rasul Allāh wa sunnanihi wa ayyāmihi („Colecție prescurtată de relatări orale și lanțul transmiterii lor din vremea Profetului, referitoare la Profet, la faptele și la vremurile sale”)- cunoscută, de asemenea, sub numele de Sahih al-Bukhari.

## Școală de gândire
Bukhari a fost continuatorul școlii Shafi'i de gândire în jurisprudență islamică, deși și membrii școlilor Hanbali și Zahiri pretind același lucru.